# Svjatlana Tsikhanowskaja
Svjatlana Hjeorhijewna Tsіkhаnоwskаja eller Svetlana Georgijevna Tikhanovskaja (hviderussisk: Святлана Георгіеўна Ціханоўская, russisk:Светла́на Гео́ргиевна Тихано́вская, født 11. september 1982) er en hviderussisk menneskerettighedsaktivist og politiker, der stillede op ved præsidentvalget i Hviderusland 2020, som oppositionens hovedkandidat. Hun er gift med aktivisten Siarhjej Tsikhanowski, som ligeledes stillede op til valget indtil sin arrestation den 29. maj 2020, hvorefter hun meddelte, at hun havde til hensigt at stille op i hans sted.
Aleksandr Lukasjenko har siddet på posten siden 1994 og blev officielt erklæret vinder i valget, der mistænkes for at være ramt af valgfusk.

## Baggrund
Før hun blev præsidentkandidat, var Tsіkhаnоwskаja engelsklærer og tolk. Hun er gift med youtuberen, bloggeren og aktivisten Siarhjej Tsikhanouski, som blev anholdt 29. maj 2020 i Hrodna sammen med otte andre mennesker. Parret har en søn og en datter.